# Lijst van Le Mans Prototypes
Dit is een lijst van Le Mans Prototypes. Een Le Mans Prototype (LMP) is een raceauto die speciaal voor racewedstrijden is gebouwd, zoals de 24 uur van Le Mans in de LMP1- of LMP2-klasse, het FIA World Endurance Championship, het Amerikaans-Canadese United SportsCar Championship, de Europese Le Mans Series en de Asian Le Mans Series.
Klasse 1 is hierin de hoogste klasse, daarop volgt klasse 2. Ook auto's uit de oude LMP900, LMP675 en LMGTP zijn Le Mans Prototypes.

## Lijst van LMP's
Voorbeelden van huidige en voormalige LMP's zijn:

### Audi
- Audi R8
- Audi R10 TDI
- Audi R15 TDI
- Audi R18 TDI, Ultra, E-Tron

### Bentley
- Bentley Speed 8

### BMW
- BMW V12 LMR

### Dome
- Dome Judd
- Dome Mugen
- Dome S101

### Ginetta
- Ginetta Zytek
- Ginetta G60-LT-P1

### Lola
- Lola Coupe
- Lola Aston Martin
- Lola AER

### Oreca
- Oreca 03

### Pescarolo
- Pescarolo Judd
- Pescarolo C60

### Peugeot
- Peugeot 905
- Peugeot 908 HDI FAP

### Porsche
- Porsche 908
- Porsche 910
- Porsche 917
- Porsche 936
- Porsche LMP1 Hybrid

### Radical
- Radical Judd

### Toyota
- Toyota TS030 Hybrid
- Toyota TS040 Hybrid
- Toyota TS050 Hybrid

### Forze
- Forze VII
- Forze VIII